# Nyárfa érdestinóru
A nyárfa érdestinóru (Leccinum duriusculum) a tinórúgomba-alkatúak (Boletales) rendjén belül, a tinórufélék (Boletaceae) családjába tartozó Leccinum nemzetség egyik ehető faja.

## Előfordulása
Májustól októberig, kizárólag nyárfa alatt növő, egyes helyeken gyakori gombafaj.

## Megjelenése
Kalapja 7–12 cm átmérőjű, fiatalon félgömb alakú, majd kiterül, szürkésbarna, sötétszürke, feketésbarna, a bőre a kalap szélén túlnő.
Termőrétege a tönk előtt felkanyarodik, apró pórusú, eleinte piszkosfehér, majd szürkésbarna lesz.
Tönkje 12–20 cm hosszú, 2–4 cm vastag, a közepén gyakran kissé hasas, a tövénél elvékonyodhat, alapszíne fehéres, rajta sötétszürke, feketés, szabálytalanul elhelyezkedő vagy hálózatosan összekötött pikkelyek vannak, a tövénél kissé zöldes.
Húsa a kalapban puhuló, a tönkben megkeményedik, vágáskor vörösödik, majd szürkésfekete lesz, a bázisban kékül vagy zöldül, szaga nem jellegzetes, íze kellemes.

## Felhasználhatósága
Kiváló, árusítható csemegegomba, az egyik legkedveltebb érdestinóru faj, de nyersen ne fogyasszuk!

## Összetéveszthetősége
Mérgező fajjal nem, csak az ehető Sötét érdestinóruval téveszthető össze.